# Anolis zeus
Anolis zeus är en ödleart som beskrevs av  Köhler och MCCRANIE 200. Norops zeus ingår i släktet Anolis och familjen Polychrotidae. Inga underarter finns listade i Catalogue of Life.
Denna ödla förekommer med två populationer i norra Honduras. Arten lever i låglandet och i kulliga regioner upp till 900 meter över havet. Den vistas i regnskogar och klättrar i den låga växtligheten eller går på lövskiktet.
Beståndet hotas av skogarnas omvandling till jordbruksmark och intensivt skogsbruk. Alla revir tillsammans är maximal 3500 km² stort. IUCN listar arten som sårbar (VU).